# Hotel Schürholz

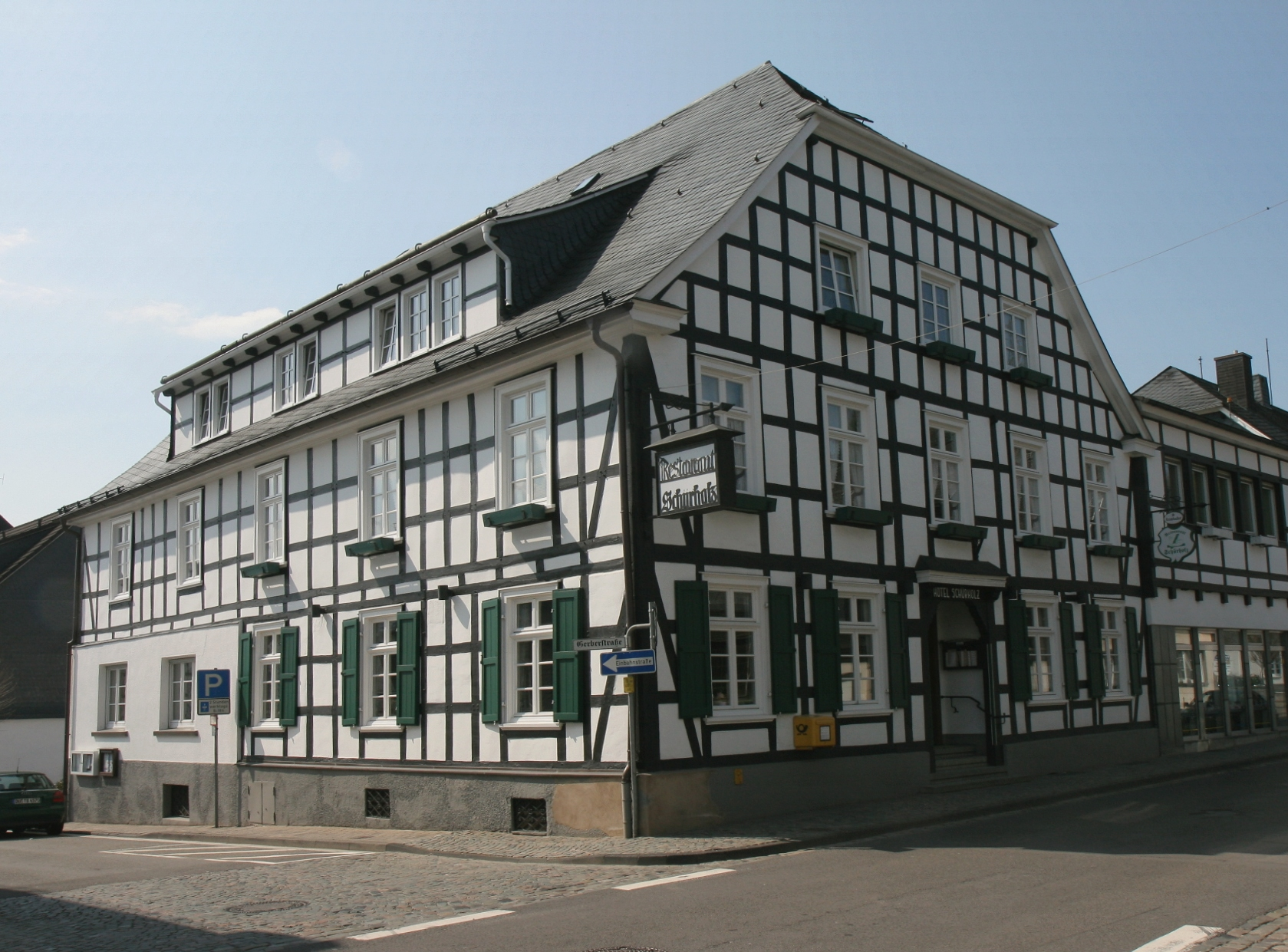
Hotel Schürholz, 2009

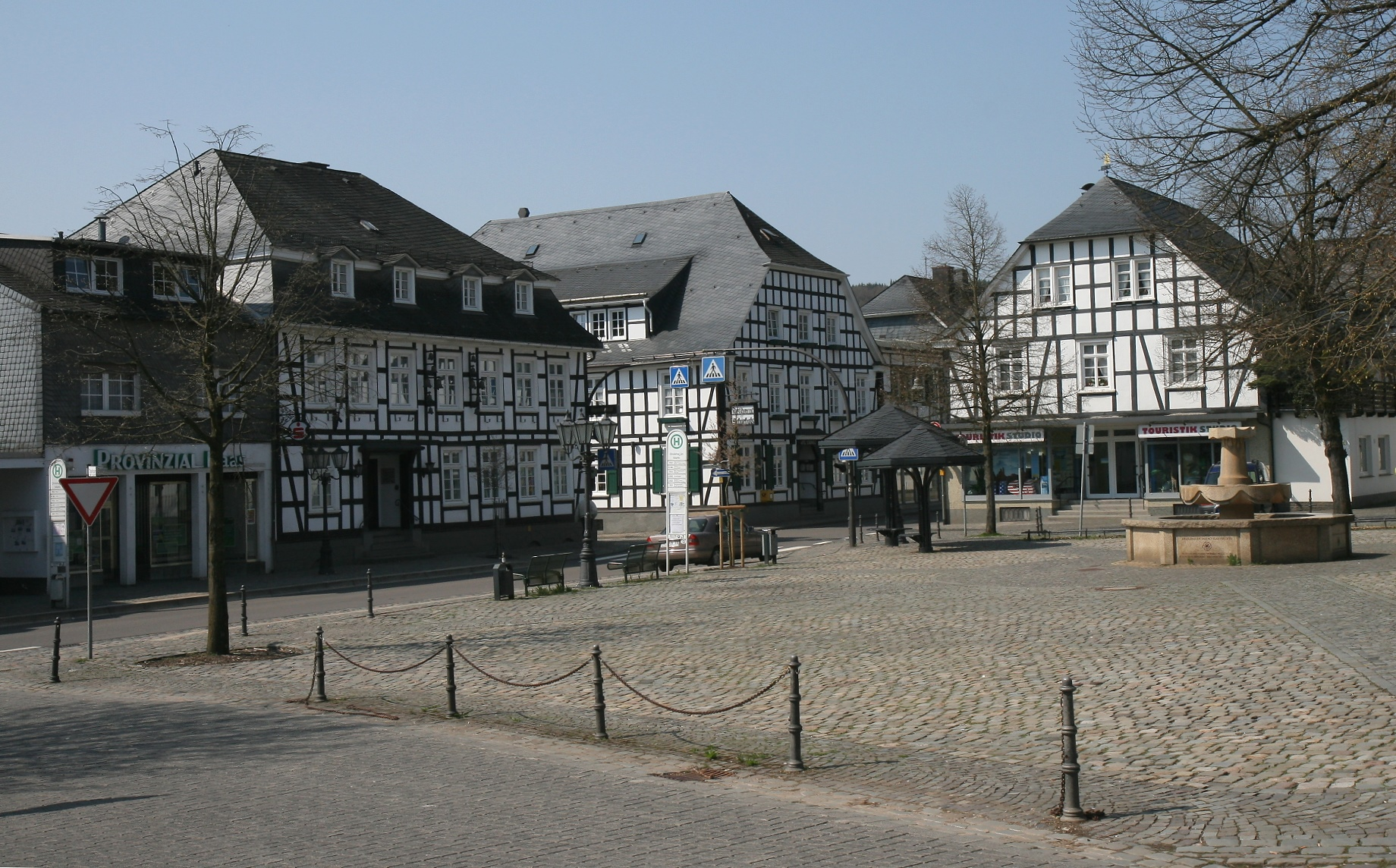
Hotel Schürholz vom Marktplatz aus, 2009

Das Hotel Schürholz ist ein stadtbildprägendes Fachwerkhaus mit Elementen des Bergischen Stils in Drolshagen, Kreis Olpe. Es liegt in der Hagener Straße 31 unmittelbar am Marktplatz. Früher ein Hotel, befindet sich im Gebäude heute eine Gaststätte.
Das Bauwerk zählt zum Ambiente des Marktplatzes, das durch mehrere größere Fachwerkhäuser geprägt ist, die nach dem Stadtbrand von 1838 gebaut wurden. Das Hotel ließ Andreas Schürholz errichten.
Das Gebäude ist zweigeschossig. Das Krüppelwalmdach ist mit Schiefer gedeckt. An der Traufenseite zur Gerberstraße hin befindet sich eine große Schleppgaube. Das Gebäude ist mit kleinen Sprossenfenstern ausgestattet, die im Erdgeschoss Klappläden aufweisen. Der Eingang zur Gaststätte befindet sich auf der Giebelseite zum Marktplatz hin.
Das Gebäude wurde am 21. Juli 1986 in die Liste der Baudenkmäler in Drolshagen aufgenommen.
2015 wurde der Gaststättenbetrieb nach fast 200 Jahren eingestellt, nachdem die letzten Betreiber in den Ruhestand gegangen waren. Zwischenzeitlich bezog die Sparkasse Olpe-Drolshagen-Wenden das Gebäude, während die gegenüberliegende Geschäftsstelle renoviert wurde. Seit 2018 gibt es wieder ein Restaurant in dem Fachwerkhaus.